# Porno (Nigeria)
Porno ist ein Wohnplatz im nigerianischen Bundesstaat Borno.

## Lage
Der Ort liegt 5 km südöstlich von Wuyo. Nach Gombe im Westen sind es ca. 70 km und nach Biu im Nordosten etwa 60 km. Zur Nationalstraße A 4 im Osten sind es etwa 25 km.